# 2,5-diketopiperazine
2,5-diketopiperazine is een organische verbinding met als brutoformule C4H6N2O2. De alternatieve aanduiding, cyclo(Gly-Gly), duidt op het feit dat dit in feite een cyclisch peptide is, met name een derivaat van glycine. Het ontstaat door de condensatie van twee glycinemoleculen en wordt daarom ook wel aangeduid als glycine-anhydride.
2,5-diketopiperazine werd voor het eerst bereid in 1888 door Theodor Curtius en Franz Goebel. Het was ook het eerste peptide waarvan de structuur met behulp van röntgendiffractie werd bestudeerd (1938). 2,5-diketopiperazine komt van nature voor in cacao en brood.
Het diketopiperazine-fragment komt voor in talrijke biologisch actieve natuurproducten, waaronder roquefortine C, fenylahistine, gliotoxine, bicyclomycine en brevianamide F. Verder is het een structuurelement in geneesmiddelen, zoals tadalafil, retosiban en aplaviroc.